# Station Villefranche - Vernet-les-Bains
Station Villefranche - Vernet-les-Bains is een spoorwegstation in de Franse gemeente Fuilla. De lijn ligt aan de spoorlijn Villefranche-Vernet-les-Bains - Latour-de-Carol (in de volksmond de 'Gele trein'), en de spoorlijn Perpignan - Villefranche-Vernet-les-Bains.